# Entalophora guangdongensis
Entalophora guangdongensis is een mosdiertjessoort uit de familie van de Entalophoridae. De wetenschappelijke naam van de soort is voor het eerst geldig gepubliceerd in 1981 door Yang & Lu.